# Nicola Rosini Di Santi
 (juin 2021).
Si vous disposez d'ouvrages ou d'articles de référence ou si vous connaissez des sites web de qualité traitant du thème abordé ici, merci de compléter l'article en donnant les références utiles à sa vérifiabilité et en les liant à la section « Notes et références ».
Pour les articles homonymes, voir Rosini.
Nicola Rosini Di Santi est un sculpteur et peintre italien né en 1959 à Santeramo in Colle, ville dans les Pouilles, en Italie.

## Biographie
Rosini Di Santi passe son enfance à Paris et découvre, dès l'âge de dix ans, l’atelier du célèbre sculpteur Argentin Hugo Demarco. Aujourd’hui, il vit et crée ses sculptures en bronze à Montauroux en Provence. Depuis début 2009 il a créé plus de 100 tableaux à base de pneus recyclés.

## Expositions
- 1985 : Paris - Galerie Sistu
- 1986 : Paris – Galerie Varnier
- 1987 : Paris – « Les fondeurs et leurs Sculpteurs » – Grand Palais, Salon de Mai 1987
- 1988 : Paris – Galerie Carpentier – Figuration Critique - Grand prix Rubens de Sculpture
- 1989 : Espagne – Festival d’art de Las Palmas

Paris – Salon d’automne – Prix des sciences humanistes
- 1990-1991 : Italie - Carrare Sculpture « L’âme de fond »

Paris - Grand prix Goya
- 1992 : Beaulieu-sur-Mer – Festival d’art

Aix-en-Provence – Seigneurs des Arts
- 1993 : Paris – Galerie Carpentier

Mougins – Galerie Lézard
- 1995 : Montauroux – Exposition collective

Roquebrune-sur-Argens - Trophée du Championnat du Monde de ski nautique
Saint-Tropez - Galerie Chantal Nobel - Niou Largue
Paris - Galerie Carpentier
Nice - Galerie LézardCallian- Chapelle des pénitents
- 1996 : Saint-Tropez - Château de la Mésardiere

Paris - Galerie Carpentier
- 1997 : Mougins – « L’art dans la rue »

Villepinte – Maison et Objets
- 1998 : Villepinte – Maison et Objets

Monaco – L’art de la décoration
Auteuil – Maison 98
- 1999 : Auteuil – L’art de la maison

Saint-Jean-Cap-Ferrat – Expo personnelle
- 2000 : Monaco – Galerie Riccadonna

Saint-Tropez – Château de la Messardière
Don à la principauté de Monaco de la sculpture « L’âme de fond ».
- 2001 : Paris – Opéra Gallery

New York - Opéra Gallery
Singapour - Opéra Gallery
Saint-Tropez – Château de la Messardière
- 2002 : Monaco – Galerie Riccadonna

Japon – Tokyo Bunkamura - Tokyo Gallery Museum - Tenjin Salaria event espace Fukuoka - Loft Gallery Muséum Nogoya - Red brick wearhouse Gallery Yokohama
- 2003 : Miami – Opéra Gallery
- 2005 : Singapour – Opéra Gallery
- 2006 : Londres – Opéra Gallery
- 2006 : Hong Kong – Opéra Gallery
- 2007 : Venise - Opéra Gallery

Suisse -  Espace Bétemps
- 2008 : Singapour - Opéra Gallery
- 2009 : Paris - Opéra Gallery
- 2010 : Monaco - Opéra Gallery
- 2011 : Cannes - Hôtel Gray d'Albion
- 2011 : Saint-Tropez - Château de la Messardière
- 2012 : Cannes - Hôtel Gray d'Albion

Dubaï -  Opéra Gallery

## Publications
- Nicola Rosini Di Santi, édition Opera Gallery, Paris, 2004, 130 pages, 90 photos